# Michael Kiwanuka
Michael Samuel Kiwanuka (Muswell Hill, 3 maggio 1987) è un cantante britannico.

## Biografia
Nato nel quartiere Muswell Hill, a nord di Londra, ha origini ugandesi. Il suo approccio nel mondo musicale è stato da chitarrista turnista. Nel 2011 ha pubblicato il suo primo EP per la Communion Records. Ha supportato Adele nel tour del 2011 e in seguito è arrivato un contratto con la Polydor. Sempre nel 2011 ha vinto il sondaggio Sound of 2012 della BBC.
Nel marzo 2012 è uscito il suo primo album Home Again, che ha raggiunto la quarta posizione della Official Albums Chart e che riceve la nomination al Premio Mercury.
Nel luglio 2016 ha pubblicato il suo secondo album Love & Hate, la cui canzone Cold Little Heart è stata scelta come sigla di testa della serie televisiva "Big Little Lies", mentre il brano Love & Hate, che dà il titolo all'album, è stato utilizzato nella serie tv When They See Us e alla fine dell'ottavo episodio della settima stagione della serie Suits.
Nel 2018, Michael ha registrato un brano con UNKLE per il film Roma.
Nel Novembre 2019 pubblica il terzo album Kiwanuka. Esso si posiziona al secondo posto della classifica del Regno Unito, certificandosi disco d'oro avendo superato le 100,000 copie vendute e vincendo lo UK Mercury Music Prize del 2020. All'album contribuiscono Danger Mouse e il produttore Inflo.

## Stile
Per il suo stile è stato paragonato a Bill Withers, Randy Newman e Terry Callier.

## Discografia

### Album
- 2012 - Home Again
- 2016 - Love & Hate
- 2019 - Kiwanuka
- 2024 - Small Changes

### EP
- 2011 - I'm Getting Ready

### Cover in italiano
- 2013 - Mi Sto Preparando è la versione in italiano di I'm getting ready, tradotta e cantata da Ron, pubblicata nell'album Way Out.

## Filmografia
- Yesterday, regia di Danny Boyle (2019)